# Patrick McEnroe
Patrick McEnroe (Manhasset, 1 juli 1966) is een voormalig Amerikaanse tennisspeler die tussen 1988 en 1998 als prof uitkwam op de ATP-tour.
McEnroe was vooral in het dubbelspel succesvol met 16 toernooizeges waaronder de titel op Roland Garros in 1989. In het enkelspel won McEnroe zijn enige titel in 1995 door in de finale van het ATP-toernooi van Sydney Richard Fromberg te verslaan.
McEnroe speelde voor zijn profcarrière college-tennis in de Verenigde Staten voor de Stanford-universiteit. Na zijn carrière was McEnroe captain van het Amerikaanse Davis Cup team waarmee hij in 2007 de cup mee won.
Patrick is de jongere broer van John McEnroe.

## Palmares

#### Enkelspel
| Legenda                       | Legenda               |
| ----------------------------- | --------------------- |
| Grand Slam                    |                       |
| Olympische Spelen             |                       |
| tot 2009                      | vanaf 2009            |
| Tennis Masters Cup            | ATP Finals            |
| ATP Masters Series            | ATP Tour Masters 1000 |
| ATP International Series Gold | ATP Tour 500          |
| ATP International Series      | ATP Tour 250          |

| Nr.              | Datum           | Toernooi     | Ondergrond    | Tegenstander in finale | Score                 | Details |
| ---------------- | --------------- | ------------ | ------------- | ---------------------- | --------------------- | ------- |
| Gewonnen finales |                 |              |               |                        |                       |         |
| 1.               | 15 januari 1995 | ATP Sydney   | Hardcourt     | Richard Fromberg       | 6-2, 7-6(4)           | Details |
| Verloren finales |                 |              |               |                        |                       |         |
| 1.               | 3 maart 1991    | ATP Chicago  | Tapijt (i)    | John McEnroe           | 6-3, 2-6, 4-6         | Details |
| 2.               | 16 januari 1994 | ATP Auckland | Hardcourt     | Magnus Gustafsson      | 4-6, 0-6              | Details |
| 3.               | 2 oktober 1994  | ATP Bazel    | Hardcourt (i) | Wayne Ferreira         | 6-4, 2-6, 6-7(7), 3-6 | Details |

### Dubbelspel
| Nr.                           | Datum             | Toernooi            | Ondergrond    | Partner            | Tegenstanders in finale          | Score                    | Details |
| ----------------------------- | ----------------- | ------------------- | ------------- | ------------------ | -------------------------------- | ------------------------ | ------- |
| Gewonnen finales heren dubbel |                   |                     |               |                    |                                  |                          |         |
| 1.                            | 12 februari 1984  | WCT Richmond        | Tapijt (i)    | John McEnroe       | Kevin Curren Steve Denton        | 7–6, 6–2                 | Details |
| 2.                            | 4 oktober 1987    | ATP San Francisco   | Tapijt (i)    | Jim Grabb          | Glenn Layendecker Todd Witsken   | 6–2, 0–6, 6–4            | Details |
| 3.                            | 10 juni 1989      | Roland Garros       | Gravel        | Jim Grabb          | Mansour Bahrami Éric Winogradsky | 6–4, 2–6, 6–4, 7–6       | Details |
| 4.                            | 10 december 1989  | Masters             | Tapijt (i)    | Jim Grabb          | John Fitzgerald Anders Järryd    | 7–5, 7–6(4), 5–7, 6–3    | Details |
| 5.                            | 11 november 1990  | ATP Wembley         | Tapijt (i)    | Jim Grabb          | Rick Leach Jim Pugh              | 7–6, 4–6, 6–3            | Details |
| 6.                            | 29 september 1991 | ATP Bazel           | Hardcourt (i) | Jakob Hlasek       | Petr Korda John McEnroe          | 3–6, 7–6, 7–6            | Details |
| 7.                            | 3 mei 1992        | ATP Madrid          | Gravel        | Patrick Galbraith  | Francisco Clavet Carlos Costa    | 6–3, 6–2                 | Details |
| 8.                            | 11 oktober 1992   | ATP Sydney Indoor   | Hardcourt (i) | Jonathan Stark     | Jim Grabb Richey Reneberg        | 6–2, 6–3                 | Details |
| 9.                            | 8 november 1992   | ATP Parijs          | Tapijt (i)    | John McEnroe       | Patrick Galbraith Danie Visser   | 6–4, 6–2                 | Details |
| 10.                           | 16 mei 1993       | ATP Delray Beach    | Gravel        | Jonathan Stark     | Paul Annacone Doug Flach         | 6–4, 6–3                 | Details |
| 11.                           | 13 juni 1993      | ATP Rosmalen        | Gras          | Jonathan Stark     | David Adams Andrej Olchovski     | 7–6, 1–6, 6–4            | Details |
| 12.                           | 10 oktober 1993   | ATP Sydney Indoor   | Hardcourt (i) | Richey Reneberg    | Alexander Mronz Lars Rehmann     | 6–3, 7–5                 | Details |
| 13.                           | 16 januari 1994   | ATP Auckland        | Hardcourt     | Jared Palmer       | Grant Connell Patrick Galbraith  | 6–2, 4–6, 6–4            | Details |
| 14.                           | 2 oktober 1994    | ATP Bazel           | Hardcourt (i) | Jared Palmer       | Lan Bale John-Laffnie de Jager   | 6–3, 7–6                 | Details |
| 15.                           | 12 februari 1995  | ATP San Jose        | Hardcourt (i) | Jim Grabb          | Alex O'Brien Sandon Stolle       | 3–6, 7–5, 6–0            | Details |
| 16.                           | 8 oktober 1995    | ATP Kuala Lumpur    | Tapijt (i)    | Mark Philippoussis | Grant Connell Patrick Galbraith  | 7–5, 6–4                 | Details |
| Verloren finales heren dubbel |                   |                     |               |                    |                                  |                          |         |
| 1.                            | 24 juli 1988      | ATP Schenectady     | Hardcourt     | Paul Annacone      | Alexander Mronz Greg Van Emburgh | 3-6, 7-6, 5-7            | Details |
| 2.                            | 21 augustus 1988  | ATP Cincinnati      | Hardcourt     | Jim Grabb          | Rick Leach Jim Pugh              | 2-6, 4-6                 | Details |
| 3.                            | 2 april 1989      | ATP Key Biscayne    | Hardcourt     | Jim Grabb          | Jakob Hlasek Anders Järryd       | 3-6 opgave               | Details |
| 4.                            | 16 april 1989     | ATP Rio De Janeiro  | Tapijt        | Tim Wilkison       | Jorge Lozano Todd Witsken        | 6-2, 4-6, 4-6            | Details |
| 5.                            | 30 juli 1989      | ATP Washington      | Hardcourt     | Jim Grabb          | Neil Broad Gary Muller           | 7-6, 6-7, 4-6            | Details |
| 6.                            | 11 maart 1990     | ATP Indian Wells    | Hardcourt     | Jim Grabb          | Boris Becker Guy Forget          | 6-4, 4-6, 3-6            | Details |
| 7.                            | 17 juni 1990      | ATP Rosmalen        | Gras          | Jim Grabb          | Jakob Hlasek Michael Stich       | 6-7, 3-6                 | Details |
| 8.                            | 27 januari 1991   | Australian Open     | Hardcourt     | David Wheaton      | Scott Davis David Pate           | 7-6(4), 6-7(8), 3-6, 5-7 | Details |
| 9.                            | 20 oktober 1991   | ATP Bazel           | Hardcourt (i) | Jakob Hlasek       | Petr Korda John McEnroe          | 6-3, 6-7, 6-7            | Details |
| 10.                           | 16 augustus 1992  | ATP Cincinnati      | Hardcourt     | Jonathan Stark     | Todd Woodbridge Mark Woodforde   | 3-6, 6-1, 3-6            | Details |
| 11.                           | 23 augustus 1992  | ATP New Haven       | Hardcourt     | Jared Palmer       | Kelly Jones Rick Leach           | 6-7, 7-6, 2-6            | Details |
| 12.                           | 4 oktober 1992    | ATP Brisbane Indoor | Hardcourt     | Jonathan Stark     | Steve DeVries David Macpherson   | 4-6, 4-6                 | Details |
| 13.                           | 15 november 1992  | ATP Antwerpen       | Tapijt (i)    | Jared Palmer       | John Fitzgerald Anders Järryd    | 2-6, 2-6                 | Details |
| 14.                           | 7 februari 1993   | ATP San Francisco   | Hardcourt     | Jonathan Stark     | Scott Davis Jacco Eltingh        | 1-6, 6-4, 5-7            | Details |
| 15.                           | 21 maart 1993     | ATP Key Biscayne    | Hardcourt     | Jonathan Stark     | Richard Krajicek Jan Siemerink   | 7-6, 4-6, 6-7            | Details |
| 16.                           | 10 april 1994     | ATP Tokio           | Hardcourt     | Sébastien Lareau   | Henrik Holm Anders Järryd        | 6-7, 1-6                 | Details |
| 17.                           | 31 juli 1994      | ATP Toronto         | Hardcourt     | Jared Palmer       | Byron Black Jonathan Stark       | 4-6, 4-6                 | Details |
| 18.                           | 9 oktober 1994    | ATP Toulouse        | Hardcourt     | Jared Palmer       | Menno Oosting Daniel Vacek       | 6-7, 7-6, 3-6            | Details |
| 19.                           | 26 maart 1995     | ATP Key Biscayne    | Hardcourt     | Jim Grabb          | Todd Woodbridge Mark Woodforde   | 3-6, 6-7                 | Details |
| 20.                           | 15 oktober 1995   | ATP Tokio Indoor    | Tapijt (i)    | Jakob Hlasek       | Jacco Eltingh Paul Haarhuis      | 6-7, 4-6                 | Details |
| 21.                           | 14 januari 1996   | ATP Sydney          | Hardcourt     | Sandon Stolle      | Ellis Ferreira Jan Siemerink     | 7-5, 4-6, 1-6            | Details |

## Prestatietabel
| Legenda | Legenda                          |
| ------- | -------------------------------- |
| g.t.    | geen toernooi gehouden           |
| l.c.    | lagere categorie                 |
| –       | niet deelgenomen                 |
| G       | uitgeschakeld in de groepsfase   |
| 1R      | uitgeschakeld in de eerste ronde |
| 2R      | uitgeschakeld in de tweede ronde |
| 3R      | uitgeschakeld in de derde ronde  |
| 4R      | uitgeschakeld in de vierde ronde |
| KF      | uitgeschakeld in de kwartfinale  |
| HF      | uitgeschakeld in de halve finale |
| F       | de finale verloren               |
| W       | het toernooi gewonnen            |
| w-v     | winst/verlies-balans             |

### Prestatietabel grand slam, enkelspel
| Toernooi        | 1990 | 1991 | 1992 | 1993 | 1994 | 1995 | 1996 | 1997 |
| --------------- | ---- | ---- | ---- | ---- | ---- | ---- | ---- | ---- |
| Australian Open | –    | HF   | 3R   | 1R   | 1R   | 4R   | 3R   | 2R   |
| Roland Garros   | –    | 3R   | 2R   | –    | 1R   | 2R   | –    | –    |
| Wimbledon       | –    | 2R   | 2R   | 1R   | 1R   | 2R   | –    | –    |
| US Open         | 2R   | 1R   | 2R   | 3R   | 1R   | KF   | –    | 1R   |

### Prestatietabel grand slam, dubbelspel
| Toernooi        | 1984 | 1985 | 1986 | 1987 | 1988 | 1989 | 1990 | 1991 | 1992 | 1993 | 1994 | 1995 | 1996 | 1997 | 1998 |
| --------------- | ---- | ---- | ---- | ---- | ---- | ---- | ---- | ---- | ---- | ---- | ---- | ---- | ---- | ---- | ---- |
| Australian Open | –    | –    | –    | –    | –    | –    | –    | F    | 2R   | 3R   | 1R   | HF   | 2R   | 2R   | –    |
| Roland Garros   | –    | –    | –    | –    | –    | W    | HF   | 1R   | 3R   | 1R   | 3R   | KF   | –    | –    | –    |
| Wimbledon       | 1R   | –    | –    | –    | –    | 3R   | 3R   | 1R   | KF   | KF   | 1R   | 1R   | –    | –    | –    |
| US Open         | 1R   | 2R   | 3R   | 2R   | KF   | 2R   | 3R   | 3R   | 3R   | 3R   | KF   | 1R   | –    | 2R   | 2R   |